# ドブロボルスキー (小惑星)
ドブロボルスキー (1789 Dobrovolsky) は、小惑星帯にある小惑星の一つ。リュドミーラ・チェルヌイフがクリミア天体物理天文台で発見した。
1971年6月30日にソユーズ11号の大気圏突入時の事故で死亡した、宇宙飛行士（船長）のゲオルギー・ドブロボルスキーに因んで名付けられた。